# Municipio de Bronson (Ohio)
El municipio de Bronson (en inglés: Bronson Township) es un municipio ubicado en el condado de Huron en el estado estadounidense de Ohio. En el año 2010 tenía una población de 1973 habitantes y una densidad poblacional de 29,03 personas por km².

## Geografía
El municipio de Bronson se encuentra ubicado en las coordenadas 41°10′28″N 82°36′4″O / 41.17444, -82.60111. Según la Oficina del Censo de los Estados Unidos, el municipio tiene una superficie total de 67.97 km², de la cual 67.75 km² corresponden a tierra firme y (0.32%) 0.22 km² es agua.

## Demografía
Según el censo de 2010, había 1973 personas residiendo en el municipio de Bronson. La densidad de población era de 29,03 hab./km². De los 1973 habitantes, el municipio de Bronson estaba compuesto por el 97.01% blancos, el 0.71% eran afroamericanos, el 0.25% eran amerindios, el 0.25% eran asiáticos, el 0.05% eran isleños del Pacífico, el 0.76% eran de otras razas y el 0.96% pertenecían a dos o más razas. Del total de la población el 1.52% eran hispanos o latinos de cualquier raza.